# Groddmossor
Groddmossor (Leptodontium) är ett släkte av bladmossor som först beskrevs av Müll.Hal., och fick sitt nu gällande namn av Sextus Otto Lindberg. Groddmossor ingår i familjen Pottiaceae.

## Dottertaxa till Groddmossor, i alfabetisk ordning[1][2]
- Leptodontium aggregatum
- Leptodontium allorgei
- Leptodontium araucarieti
- Leptodontium brachyphyllum
- Leptodontium capituligerum
- Leptodontium erythroneuron
- Leptodontium filicola
- Leptodontium flexifolium
- Leptodontium fuhrmannii
- Leptodontium gambaragarae
- Leptodontium gemmascens
- Leptodontium handelii
- Leptodontium interruptum
- Leptodontium latifolium
- Leptodontium longicaule
- Leptodontium luteum
- Leptodontium neesii
- Leptodontium paradoxum
- Leptodontium planifolium
- Leptodontium proliferum
- Leptodontium pungens
- Leptodontium repens
- Leptodontium rhynchophorum
- Leptodontium saxicola
- Leptodontium scaberrimum
- Leptodontium stellaticuspis
- Leptodontium stellatifolium
- Leptodontium stoloniferum
- Leptodontium styriacum
- Leptodontium subintegrifolium
- Leptodontium syntrichioides
- Leptodontium tricolor
- Leptodontium trifarium
- Leptodontium wallisii
- Leptodontium viticulosoides
- Leptodontium zygodontoides